# كيرت هوكينز
 براين جوزيف مايرس  (بالإنجليزية: Curt Hawkins)‏ ولد في (20 أبريل 1985), هو مصارع أمريكي محترف، كان يصارع في الدبليو دبليو أي تحت أسم كورت هوكينز، وكان في البداية فريق مع زاك رايدر وقد فازا معا ببطولة الفرق، وكان الفريق يدعى كبير الكبار، وكانو في عرض أي سي دابليو، ثم ذهبو إلى سماك داوون في 17 يونيو 2007 , وتمكنو من الفوز على جيمي نوبل وتشافو غوريرو، وبعدها فشلو في هزيمة بطلا الفرق ام في بي ومات هاردي 

و في عرض أرماغيدين كانو يلبسون مثل أيدج بطل العالم للوزن الثقيل آن ذاك، وتتدخلو في المبارة لمساعدة أيدج، وفي 21 ديسمبر 2007 أصبحا خادمين لأيدج وفيكي غيريرو، وقد غيرو أسم الفريق من الشقيقان الكبيران إلى (زاك رايدر و كورت هوكينز), وقد أصبحو فريقا مع أيدج يسمى لا فاميليا مع تشافو غوريرو، وفي عرض ذا غريت أمريكان باش في يوم 20 يوليو 2008 فاز رايدر وهوكينز ببطولة الفرق بعد هزيمة جون موريسون وذا ميز، وأصبحو في عدأ مع جيسي وفيستوس وفي عرض سمر سلام أصبح هوكينز ورايدر بمفردهما بعيدا عن أيدج 

و بعدها خسرو الأحزمة ضد كارليتو وبريمو في يوم 26 سبتمبر، وفي 15 أبريل 2009 أنتقل رايدر إلى عرض أي سي دبليو 

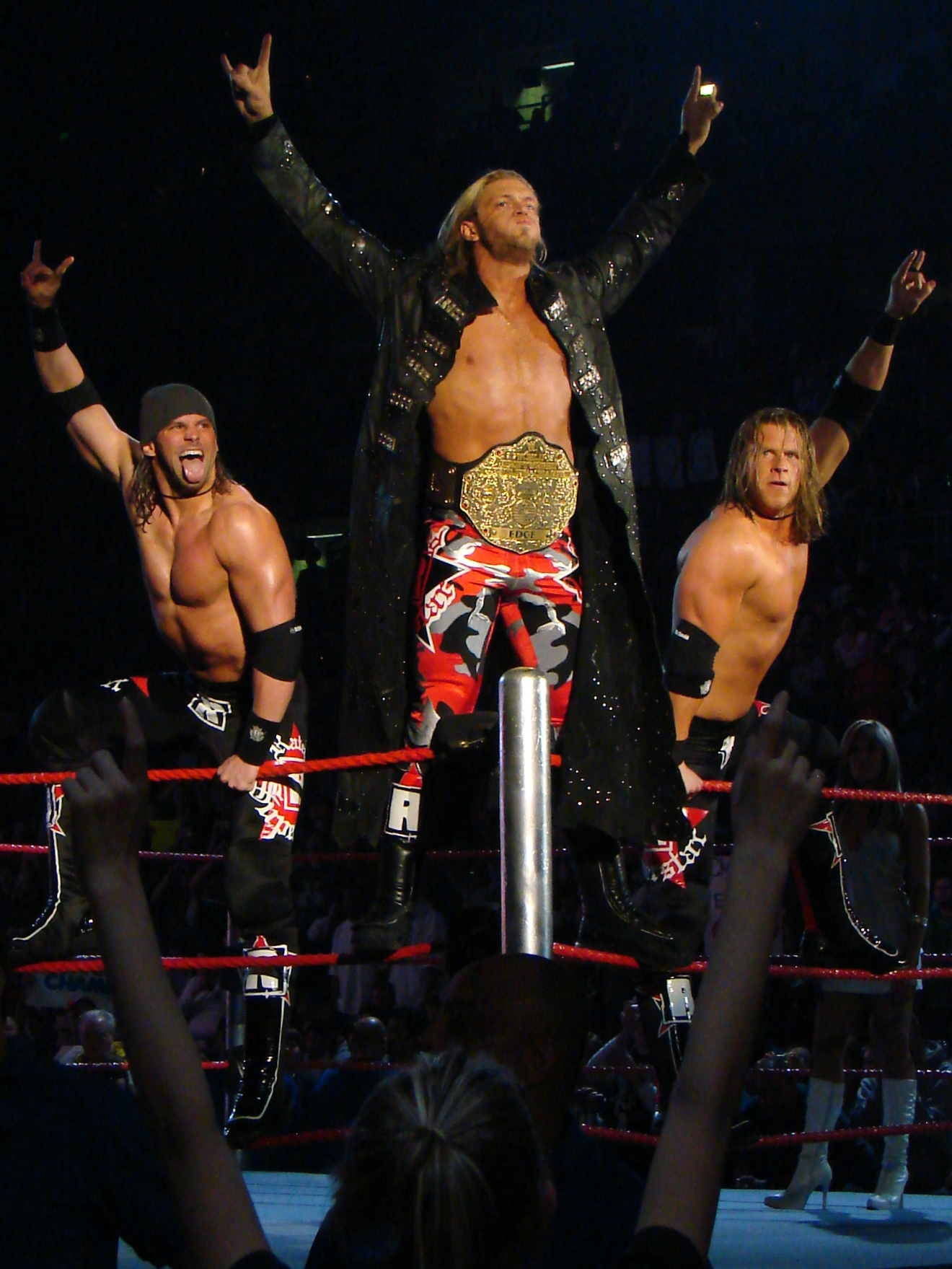
هوكينز في اليمين مع رايدر و أيدج في الوسط.

و بعدها أصبح فريق مع فينس ارشار، ثم بعدها مع تايلر ريكس، وفي يوم 12 يونيو 2014 أنتهى عقد هوكينز من الدبليو دبليو أي بعد مسيرة دامت حوالي 10 سنوات 

هوكينز صديق لكل من سي أم بانك وزاك رايدر وكولت كابانا، وهو أيضا صديق للمصارع ذا روك حيث تدربا مع قبل مباراة ذا روك في راسلمينيا 28 ضد جون سينا.

## بطولاته وإنجازاته
- DSW Tag Team Championship مرتان
- FCW Florida Tag Team Championship مرة واحدة
- OVW Southern Tag Team Championship مرة واحدة
- NYWC Tag Team Championship مرتان
- WWE Tag Team Championship مرة واحدة مع زاك رايدر

## روابط خارجية
- كيرت هوكينز على موقع IMDb (الإنجليزية)
- كيرت هوكينز على موقع قاعدة بيانات الفيلم (الإنجليزية)
- كيرت هوكينز على موقع دبليو دبليو إي (الإنجليزية)
- كيرت هوكينز على موقع WrestlingData.com (الإنجليزية)
- كيرت هوكينز على موقع CageMatch worker (الإنجليزية)
- كيرت هوكينز على موقع قاعدة بيانات المصارعة على الإنترنت (الإنجليزية)
- كيرت هوكينز على موقع قاعدة بيانات المصارعة على الإنترنت (الإنجليزية)
- كيرت هوكينز على موقع عالم المصارعة على الإنترنت (الإنجليزية)
- كيرت هوكينز على موقع عالم المصارعة على الإنترنت (الإنجليزية)